# Ilja Wladislawowitsch Markow

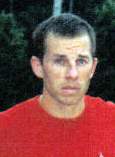
Ilia Markow

Ilja Wladislawowitsch Markow (russisch Илья Владиславович Марков, engl. Transkription Ilya Markov; * 19. Juni 1972 in Asbest, Oblast Swerdlowsk, Sowjetunion) ist ein russischer Leichtathlet und Olympiamedaillengewinner.
Bei den Olympischen Spielen 1996 in Atlanta gewann er im 20-km-Gehen die Silbermedaille hinter dem Ecuadorianer Jefferson Pérez (Gold) und vor dem Mexikaner Bernardo Segura (Bronze).
1998 folgte dann die Goldmedaille bei den Europameisterschaften. Bei den Weltmeisterschaften 1999 im Olympiastadion Sevilla, Spanien gewann er die Goldmedaille vor Jefferson Pérez (Silber) und dem Mexikaner Daniel García (Bronze). Auch bei der folgenden Weltmeisterschaften 2001 im Commonwealth Stadium in Edmonton, Kanada konnte er mit einer Silbermedaille überzeugen, hinter dem Russen Roman Rasskasow (Gold) und vor dem ebenfalls aus Russland stammenden Wiktor Burajew (Bronze).